# Azorelloideae
Sous-famille
Synonymes
- Bowlesieae Small, 1933[2]
- Mulineae DC., 1830[2]

Les Azorelloideae sont une sous-famille de plantes à fleurs de la famille des Apiaceae. Elle comprend 19 genres et 169 espèces selon Catalogue of Life (17 mai 2021). Azorella est le genre type.

## Liste des genres
Selon Catalogue of Life (17 mai 2021) :
- Asteriscium Cham. & Schltdl.
- Azorella Lam.
- Bolax Comm. ex A. Juss.
- Bowlesia Ruiz & Pav.
- Dichosciadium Domin
- Dickinsia Franch.
- Diplaspis Hook. fil.
- Diposis DC. Coll.
- Domeykoa Phil.
- Drusa DC.
- Eremocharis Phil.
- Gymnophyton (Hook.) Clos
- Hermas L.
- Homalocarpus Hook. & Arn.
- Klotzschia Cham.
- Oschatzia Walp.
- Platysace Bunge
- Pozoa Lag.
- Spananthe Jacq.

Selon GRIN (17 mai 2021) :
- Apleura Phil., synonyme de Azorella Lam.
- Asteriscium Cham. & Schltdl.
- Azorella Lam.
- Bolax Comm. ex Juss.
- Bowlesia Ruiz & Pav.
- Bustillosia Clos, synonyme de Asteriscium Cham. & Schltdl.
- Dichopetalum F. Muell., synonyme de Dichosciadium Domin
- Dichosciadium Domin
- Dickinsia Franch.
- Diplaspis Hook. f.
- Diposis DC.
- Domeykoa Phil.
- Drusa DC.
- Eremocharis Phil.
- Fragosa Ruiz & Pav., synonyme de Azorella Lam.
- Gymnophyton Clos
- Hermas L.
- Homalocarpus Hook. & Arn.
- Huanaca Cav.
- Laretia Gillies & Hook.
- Microsciadium Hook. f., synonyme de Azorella Lam.
- Mulinum Pers.
- Oschatzia Walp.
- Pozoa Lag.
- Schizeilema (Hook. f.) Domin
- Spananthe Jacq.
- Trisciadium Phil., synonyme de Huanaca Cav.